# Huitzátaro
Huitzátaro är en ort i Mexiko.   Den ligger i kommunen Zirándaro och delstaten Guerrero, i den södra delen av landet, 250 km sydväst om huvudstaden Mexico City. Huitzátaro ligger 571 meter över havet och antalet invånare är 183.
Terrängen runt Huitzátaro är kuperad. Runt Huitzátaro är det glesbefolkat, med 11 invånare per kvadratkilometer. Närmaste större samhälle är La Quetzería, 19,9 km norr om Huitzátaro. I omgivningarna runt Huitzátaro växer huvudsakligen savannskog.